# Ente di bacino Padova 2
L'Ente di bacino Padova 2 è un consorzio che si occupa della gestione dei rifiuti di 20 comuni dell'area urbana di Padova, tra cui il capoluogo di provincia.

## Storia e settori di intervento
Il consorzio è stato fondato nel 1995, dando adempimento al piano di smaltimento dei rifiuti solidi urbani della Regione Veneto del 1988, che prevedeva la suddivisione del Veneto in bacini di utenza, con l'obbligo per tutti i Comuni di avviare i rifiuti urbani agli impianti di trattamento del proprio bacino di appartenenza.

Vivono nel bacino Padova 2 più di 400.000 persone, cioè il 40% degli abitanti della provincia, ed operano oltre il 50% delle attività produttive, essendovi concentrate otto grandi aree industriali-artigianali, nonché tutte le attività commerciali e terziarie di interesse provinciale e regionale.
Tra i suoi compiti istituzionali ci sono la predisposizione e il controllo della tariffa per i rifiuti indifferenziati applicata ai comuni consorziati e la gestione dei dati dei rifiuti prodotti e incidenza delle raccolte differenziate sul territorio del consorzio.
Inoltre quale autorità amministrativa di regolazione e controllo, l'ente negozia costantemente con le aziende che gestiscono lo smaltimento e la raccolta le condizioni economiche, organizzative e tecniche dei servizi, ne verifica la qualità in corso d'opera, interviene nella definizione e nella modifica dei regolamenti e dei sistemi tariffari, nonché assiste nella scelta dei modelli di organizzazione della raccolta, al fine di ottimizzare i risultati per i comuni e per gli utenti, siano essi famiglie o imprese.
In virtù della presenza diffusa sul territorio, il bacino ha assunto un ruolo di coordinamento tra i comuni nella realizzazione di progetti, anche di comunicazione e formazione, che riguardano non solo le attività inerenti ai rifiuti urbani, ma anche altre tematiche ambientali, come la produzione e l'utilizzo di energia da fonte rinnovabile, le attività di Agenda 21 e in generale di sostenibilità ambientale.
In particolare dal 2007 è impegnato nella progettazione di un parco fotovoltaico da 1 MWp di potenza da realizzare sulla discarica esaurita di Roncajette in provincia di Padova. Il progetto e lo studio di impatto ambientale hanno già ottenuto l'approvazione della Commissione Regionale per la Valutazione di Impatto Ambientale.

## Divulgazione scientifica enovambiente.it
Il consorzio ha intensificato l'attività di comunicazione ambientale: all'organizzazione congressuale è stata affiancata l'attività di ricerca, con il coinvolgimento di esperti e ricercatori, che ha portato alla pubblicazione di un volume intitolato “La comunicazione ambientale: sistemi, scenari e prospettive. Buone pratiche per una comunicazione efficace”
Il consorzio ha inoltre dato vita nel 2006 ad un progetto editoriale, la rivista online Novambiente, specializzata in normativa ambientale ed ecotecnologie.

Inizialmente rivolto soprattutto a tecnici e professionisti di settore, nel tempo ha ampliato l'offerta informativa, occupandosi di novità di ecologia e tematiche energetiche dal mondo.

Attraverso Novambiente, l'Ente di bacino Padova 2 mette a disposizione della collettività il suo staff tecnico, fornisce ad esempio risposte e consulenze a laureandi, studiosi universitari e professionisti.

Dal 2010, Novambiente ha esteso il suo impegno per la divulgazione tecnica e scientifica al di fuori del settore professionale iniziando a rilasciare sotto le licenze Creative Commons e GNU GPL i testi delle schede tecniche contenute nel sito www.novambiente.it Archiviato il 9 dicembre 2010 in Internet Archive., e curandone la pubblicazione in Wikipedia.

## Smaltimento di rifiuti urbani
L'Ente di bacino Padova 2, in base anche alla legge regionale n. 3/2000 “Nuove norme in materia di gestione dei rifiuti”, svolge funzioni di organizzazione, coordinamento e controllo della gestione dei rifiuti urbani, in particolare provvede alla verifica della gestione operativa dello smaltimento dei rifiuti destinati alla discarica e all'inceneritore e delle relative tariffe.

### Impiantistica consortile
Impianti di smaltimento del rifiuto indifferenziato e del secco non riciclabile nel bacino:
- discarica di Roncajette a Ponte San Nicolò, di cui i lotti B e C, chiusi alla fine del 1999, sono di proprietà del Bacino Padova 2; una seconda area della discarica di Ponte San Nicolò, denominata lotto A, immediatamente contigua ai lotti B+C è di proprietà di Acegas Aps S.p.a. Con provvedimento del 15.10.2004 n.4924/EC/2004 la Provincia di Padova ha approvato il progetto e autorizzato l'esecuzione d'interventi di messa in maggior sicurezza della discarica di Roncajette, in Comune di Ponte San Nicolò, mediante apporto di rifiuti non putrescibili (secchi, legati in balle) per un totale indicativo di 88.000 tonnellate/anno (240 tonnellate/giorno);
- impianto di recupero energetico S. Lazzaro (di proprietà Acegas Aps S.p.A.), è costituito da 2 linee da 150 tonnellate/giorno e da una terza linea da 300 tonnellate/giorno, in fase di esercizio provvisorio da giugno 2010. L'impianto di San Lazzaro con le 3 linee contemporaneamente in funzione risulta sufficiente allo smaltimento dei rifiuti urbani prodotti dai Comuni del Bacino PD2. Nel corso del 2010 sono stati effettuati alcuni interventi programmati e autorizzati su tutte e tre le linee, che si completeranno nel 2011, come stabilito dal decreto regionale n. 81 del 24.12.2010.

Conferimenti fuori Bacino con autorizzazione provinciale:
- discarica di S. Urbano, presso la quale si sono smaltite circa 20.700 tonnellate nell'anno 2010.